# Concerto pour harpe et orchestre
Le Concerto pour harpe et orchestre est une œuvre concertante pour harpe et orchestre de la compositrice française Fernande Decruck, écrite en 1944.

## Contexte et création
Fernande Decruck compose son Concerto pour harpe et orchestre en 1943 et l'achève le 9 août 1944. Cependant, elle n'est pas satisfaite de cette œuvre et affirme dans la partition définitive que le quatrième mouvement devait être coupé. L'œuvre, dédiée à Pierre Jamet, n'est jouée pour la première fois par le dédicataire qu'en 1946. La première représentation a lieu aux Concerts Colonne, dirigé par Paul Paray,.

## Structure
L'œuvre comprend cinq mouvements.

## Réception
Henry Malherbe a écrit qu'il s'agit d'une œuvre « au sentiment délicat et animé » que « Pierre Jamet, harpiste de renom, a accompli une belle réussite ».

## Analyse
Le Concerto pour harpe et orchestre rappelle quelques aspects de la Sonate pour harpe de Germaine Tailleferre. 